# Culpa in procedendo
Culpa in procedendo (dt: Verschulden im Prozess) bezeichnet die Verletzung von Pflichten oder Obliegenheiten gegenüber dem Prozessgegner/Verfahrensgegner und in weiterer Folge die Entstehung eines unlauteren Schadens, ohne dass ein sonstiges Rechtsverhältnis zwischen den Parteien vorliegt (in der Regel durch sogenannte missbräuchliche Prozessführung).

## Inhalt, Entwicklung und Rechtsgrundlagen
Bei der Figur der culpa in contrahendo, bei der sich die Personen beispielsweise als potentielle Vertragspartner gegenüberstehen, besteht eine verschärfte Haftung zwischen den Parteien. Diese verschärfte Haftung, die mit der vertraglichen Haftung vergleichbar ist, wird damit begründet, dass, obwohl keine Vertragsbeziehung vorliegt, ein Vertrauensverhältnis zwischen den Parteien besteht, das zu besonderer Sorgfalt gegenüber den Rechtsgütern des anderen zwingt.
Im Bereich des Zivilprozesses stehen sich die Parteien als Gegner gegenüber. Dennoch besteht auch zwischen diesen eine besondere Vertrauenslage bzw. seien die Parteien in ein vertragsähnliches Pflichtensystem eingebettet, weil sie miteinander in einem gemeinschaftlichen, rechtlich geordneten Verfahren verbunden sind, weswegen die culpa in procedendo grundsätzlich auch in diesen Fällen angedacht wird. In einem Zivilprozess sind auch Regelungen zum Schutz des Gegners enthalten und nötige. Ebenso kann auch eine Partei der anderen durch die Auswahl des ungeeigneten Rechtsvertreters bzw. bevollmächtigen Erfüllungsgehilfen einen Schaden verursachen.

### Deutschland
Die Lehre in Deutschland lehnt die Annahme einer Sonderverbindung zwischen den Verfahrensparteien/Prozessgegnern im Erkenntnisverfahren bzw. zwischen Schuldner und Gläubiger in zivilrechtlichen Vollstreckungsverhältnissen ab.
Das Reichsgericht hat hierzu ursprünglich eine andere Auffassung zu § 85 ZPO vertreten und auch materiell-rechtliche Auswirkungen schuldhafter Prozesshandlungen von Prozessbevollmächtigten darunter subsumiert. Diese Rechtsprechung wurde in weiterer Folge jedoch nicht aufrechterhalten und die Ablehnung dieses Rechtsinstitutes vom BGH und der überwiegenden Rechtslehre übernommen bzw. weiter getragen. Es kommt § 85 ZPO daher grundsätzlich nur verfahrensrechtliche Bedeutung zu und keine materiell-rechtliche und auch eine analoge Anwendung sei grundsätzlich nicht möglich.
Bezüglich der culpa in procedendo befindet sich in Deutschland die Rechtsprechung und Lehre seit vielen Jahren in Diskussion (insbesondere in Bezug z. B. auf die in der ZPO normierten Rechtsinstitute, die teilweise auch dem Schutz des Gegners dienen; vgl. z. B.: § 138 Abs. 1 ZPO, § 282 Abs. 1 ZPO). Es wird auch argumentiert, dass in Anlehnung an die culpa in contrahendo im materiellen Recht auch eine Haftung aus culpa in procedendo im Prozessrecht mit materiell-rechtlichen Ansprüchen bestehen müsse und zahlreiche Vergleichbarkeiten bestehen.

### Österreich
In § 408 der österreichische Zivilprozessordnung aus dem Jahr 1895 ist normiert, dass eine im Verfahren unterliegende Partei, die offenbar mutwillig einen Prozess geführt hat, auf Antrag der siegenden Partei zur Leistung eines entsprechenden Entschädigungsbetrages verurteilt werden kann (Abs. 1). Dieser Entschädigungsbetrag ist vom Gericht nach freier Überzeugung zu bestimmen (Abs. 3).
Bereits in der Allgemeinen Gerichtsordnung (AGO) aus dem Jahr 1781 war festgehalten: Wenn der Richter in dem abgeführten Prozesse, oder in der ergriffenen Appellazion, oder Revision bey einer, oder anderer Parthey eine offenbare Widerrechtlichkeit, und besondern Muthwillen bemerkte, hat derselbe die betreffende Parthey, und ihren bestellten Rechtsfreund mit einer angemessenen Strafe an Gelde, oder Leibe anzusehen. In der Allgemeinen Gerichtsordnung war dies somit noch eine Strafsanktion, heute ist es als schadenersatzrechtliche Sanktion auf Antrag des Prozessgegners ausgebildet.
Obwohl die Bestimmung seit über 100 Jahren in § 408 ZPO 1895, bzw. über 200 Jahre schon in der Vorläuferbestimmung § 409 AGO enthalten war, hat sich der Oberste Gerichtshof in Österreich erst im Jahr 2008 damit etwas auseinandergesetzt.

### Liechtenstein
Liechtenstein hat die österreichische Zivilprozessordnung im Jahr 1912 Großteils übernommen und auch § 408 ZPO, in dem die culpa in procedendo geregelt ist. Im Gegensatz zu § 408 Abs. 3 öZPO ist jedoch in § 408 Abs. 3 FL-ZPO anders formuliert und nimmt auf § 273 FL-ZPO Bezug, nachdem „das Gericht auf Antrag oder vom Amts wegen selbst mit Übergehung eines von der Partei angebotenen Beweises diesen Betrag nach freier Überzeugung festsetzen“ kann.
Von der Rechtsprechung in Liechtenstein wird teilweise die Rechtsprechung des österreichischen Obersten Gerichtshofes zur österreichischen Zivilprozessordnung zur Auslegung der liechtensteinischen Zivilprozessordnung herangezogen.

## Abgrenzung

### Zurechnung der Handlungen des Rechtsvertreters
Sowohl in Deutschland als auch in Österreich und auch in Liechtenstein sind die Bestimmungen des Zivilverfahrensrechts über die Parteien grundsätzlich auch auf deren Bevollmächtigte (z. B. Anwälte) anzuwenden. Säumnis und Verschulden des Bevollmächtigten der Partei werden also der Verfahrenspartei zugerechnet. Die culpa in procedendo unterscheidet sich von der in allen drei Ländern anerkannten Rechtsansicht, dass ein Verschulden des Vertreters dem Verschulden der Partei gleichsteht, weil dieses Verschulden aus der culpa in procedendo von der Verfahrenspartei selbst verursacht wurde (durch ein Tun oder Unterlassen) und das materielle Recht betrifft.

### Amtswegige Verfahren
In nicht kontradiktorischen und in amtswegige einzuleitenden oder eingeleiteten Verfahren (z. B. im Grundbuchverfahren, Sachwalterschaftsverfahren, Insolvenzverfahren) ist die culpa in procedendo in Österreich und Liechtenstein nicht anwendbar.

### Ähnliche Rechtsinstitute
Das „Gegenstück“ zur prozessualen culpa bildet die vertragsbasierende culpa in eligendo. Wobei der bei der culpa in eligendo erkennbar untüchtige Dritten bei der culpa in procedendo der Prozessvertreter ist, dessen Handlungen sich die Prozesspartei zurechnen lassen muss. Ähnlich wirkt auch die vorvertragliche „culpa in contrahendo“ bzw. die nachvertragliche „culpa post contractum finitum“. Diese Rechtsinstitute erfassen Verletzungen, die im Zusammenhang mit der Abwicklung eines Vertrages auftreten.

## Beispiel
Um die culpa in procedendo ansprechen zu können, muss die missbräuchliche Inanspruchnahme des Gerichtes einwandfrei nachweisbar sein, da Mutwillen iSd § 408 ZPO immer Absicht voraussetzt. Gutgläubige Prozessführung schließt somit die culpa in procedendo aus und trägt nur die Gefahr der Prozesskostenersatzpflicht in sich.

### Österreich und Liechtenstein
Werden Verfahrenshandlungen von einer Partei gesetzt, obwohl sie weiß, dass dadurch ein Prozessgegner/Verfahrensgegner vermögensmäßige Nachteile erleiden kann, haftet diese schadenersatzrechtlich, wenn sie bei gehöriger Aufmerksamkeit hätte erkennen müssen, dass der im Verfahren vertretene Rechtsstandpunkt aussichtslos ist.
In jedem Fall haftet der Prozessgegner / die Verfahrenspartei nach § 408 öZPO bzw. FL-ZPO, die Verfahrenshandlungen setzt oder Rechtsmittel aufrechterhält, nur um die Gegenseite unter Druck zu setzen.

## Rechtsfolgen
Verletzt eine Prozesspartei/Verfahrenspartei in schuldhafter Weise die ihr obliegenden Pflichten und entsteht der anderen Prozesspartei dadurch ein Schaden, ist diese in Österreich und Liechtenstein grundsätzlich zum Ersatz dieses Schadens verpflichtet. Dabei ist jedoch auf Rechtskraftbindung der Entscheidung zu achten.
Da die culpa in procedendo das Verhalten des Prozessgegners / der Verfahrenspartei sanktioniert, kann die Sanktion sich nicht gegen den Bevollmächtigten (z. B. Rechtsanwalt) richten. Hat jedoch der Bevollmächtigte die Handlungen gesetzt, die zur Haftung der Verfahrenspartei nach § 408 ZPO führt, so kann die Verfahrenspartei gegen den Bevollmächtigten Regressansprüche geltend machen.